# 密钥长度
在密码学中，密钥大小或密钥长度是加密算法（如密码）使用的密钥中的比特数。
因为所有的算法都可能会被暴力破解法破解，所以密钥长度通常指出了一个加密算法的安全性上限（即相对于密钥长度的对数的最快已知攻击的量度）。理想情况下，密钥长度将与算法安全性的下界相一致。

## 推薦的密鑰長度
目前推薦的密鑰長度是：对称密钥加密使用至少128位元的密鑰長度，橢圓曲線密碼學使用至少224位元的密鑰長度，DSA和RSA非对称加密演算法使用至少2048位元的密鑰長度，這樣的組合在2030年以前是安全的。